# Муравиев, Константин

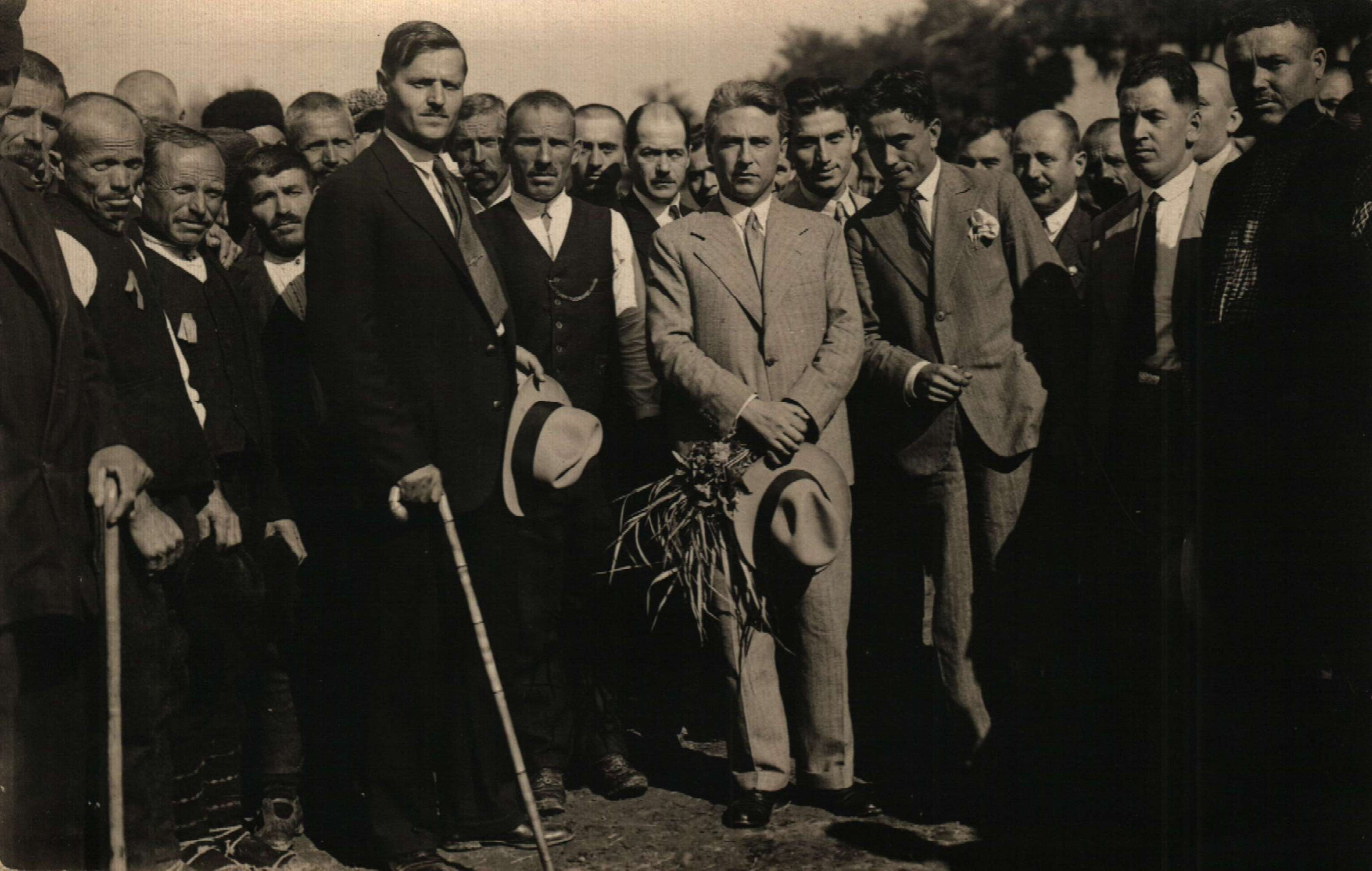
Муравиев со сторонниками, 30-е годы.

Константин Владов Муравиев (болг. Константин Владов Муравиев; 5 марта 1893, Пазарджик — 31 января 1965, София) — болгарский политический деятель, премьер-министр (сентябрь 1944). Трижды правительства с его участием свергались в результате переворотов.

## Семья, образование, военная служба
Племянник лидера Болгарского земледельческого народного союза (БЗНС) и премьер-министра Александра Стамболийского. Окончил Роберт-колледж в Стамбуле (1912), Военное училище в Софии (1915). Участник Балканских войн и Первой мировой войны, в 1919 году вышел в отставку в чине капитана.

## Политик
С 1918 года — член БЗНС, в 1919 — личный секретарь Стамболийского. В период пребывания Стамболийского на посту премьер-министра занимал ряд постов на государственной службе: в 1919—1920 — начальник общественной безопасности, в 1920 — консул в Роттердаме, в 1921 — управляющий болгарской миссией в Нидерландах, в 1922—1923 — в Турции. С 13 марта по 9 июня 1923 года — военный министр в последнем составе правительства Стамболийского, депутат 20-го Обыкновенного Народного собрания.
После военного переворота 9 июня 1923 был арестован и осуждён вместе с другими видными деятелями БЗНС. В 1926 году был освобождён, стал одним из лидеров БЗНС «Врабча 1» — правого крыла партии. В 1927—1934 годах — депутат 22-го и 23-го Обыкновенного народного собрания. В 1931—1932 годах — министр народного просвещения, в 1932—1934 годах — министр земледелия и государственных имуществ в правительствах Народного блока, которые, соответственно, возглавляли Александр Малинов и Никола Мушанов.
19 мая 1934 года правительство Мушанова было свергнуто в результате нового переворота. В 1934—1944 годах Муравиев вновь находился в оппозиции. Во время Второй мировой войны критиковал прогерманский курс правительства, при этом отказался вступать в альянс с коммунистами в рамках Отечественного фронта. 7 августа 1944 года вместе с другими видными оппозиционными деятелями выступил с декларацией, адресованной регентам и правительству. В ней содержались требования создания народного конституционного правительства, радикального изменения внешнеполитического курса, выхода из войны, сближения с СССР.

### Премьер-министр
2 сентября 1944 года Муравиев стал премьер-министром, сформировав правительство из представителей либеральных оппозиционных сил. В течение нескольких дней правительство Муравиева предприняло ряд шагов по демократизации страны — была объявлена политическая амнистия, прекращено исполнение смертных приговоров, расформированы жандармерия и фашистские организации, отменено антисемитское законодательство (решение об этом было принято ещё правительством Ивана Багрянова, но официально объявлено кабинетом Муравиева). Был вынужден уйти в отставку с должности регента один из основных проводников прогерманской политики Богдан Филов. Одновременно правительство пыталось помешать коммунистам прийти к власти «силовым» путём.
Внешнеполитическими задачами его кабинета были достижение перемирия с США и Великобританией и недопущение вступления на территорию страны советских войск. В рамках выполнения этих задач Болгария заявила о стремлении к перемирию с западными странами, разорвала дипломатические отношения с Германией. 5 сентября правительство Муравиева приняло решение об объявлении войны Германии, обнародование которого, по настоянию военного министра генерала Ивана Маринова было отложено на 72 часа, что было мотивировано техническими проблемами его исполнения. На самом деле, Маринов к тому времени уже согласовывал свои действия с коммунистами и другими деятелями Отечественного фронта — отсрочка объявления войны Германии была использована советским правительством для того, чтобы обвинить правительство Муравиева в неискренности, объявить в тот же день, 5 сентября, войну Болгарии и ввести на её территорию свои войска. Когда 8 сентября Болгария обнародовала решение об объявлении войны Германии, то сложилась необычная ситуация — страна одновременно находилась в состоянии войны с СССР, США, Великобританией и Германией.
Однако уже через несколько часов, 9 сентября 1944 года, правительство Муравиева было свергнуто коммунистами и офицерами — сторонниками Дамяна Велчева — при активном участии военного министра Маринова.

## Жизнь при просоветском режиме
После свержения своего правительства Муравиев вместе с другими его членами (исключая, разумеется, Маринова) был арестован. В 1945 году приговорён к пожизненному заключению Народным судом (реабилитирован в 1996). Накануне выборов осенью 1945 года переведён под домашний арест. Позже он был снова заключен в тюрьму, в 1955 году освобождён из заключения, но на следующий год вновь арестован и оправлен в концлагерь Белене, где находился до 1961 года. 
Выйдя на свободу, даже получил возможность провести ряд дискуссий с Георгием Трайковым (одним из лидеров левого крыла БЗНС, ставшим функционером коммунистического режима), за что его критиковали коллеги по правому крылу БЗНС. В 1963 году издал книгу мемуаров «События и люди. Воспоминания». Константин Муравиев умер в Софии 31 января 1965 года.

## Семья
Был женат на Добринке Лазаровой (1904—1978), в браке с которой родились две дочери — Мария (1929—2000) и Надежда-Венера (1929—2005).